# Thüringer Märchen- und Sagenpreis
Der Thüringer Märchen- und Sagenpreis „Ludwig Bechstein“ ist ein Kulturpreis der Stadt Meiningen.

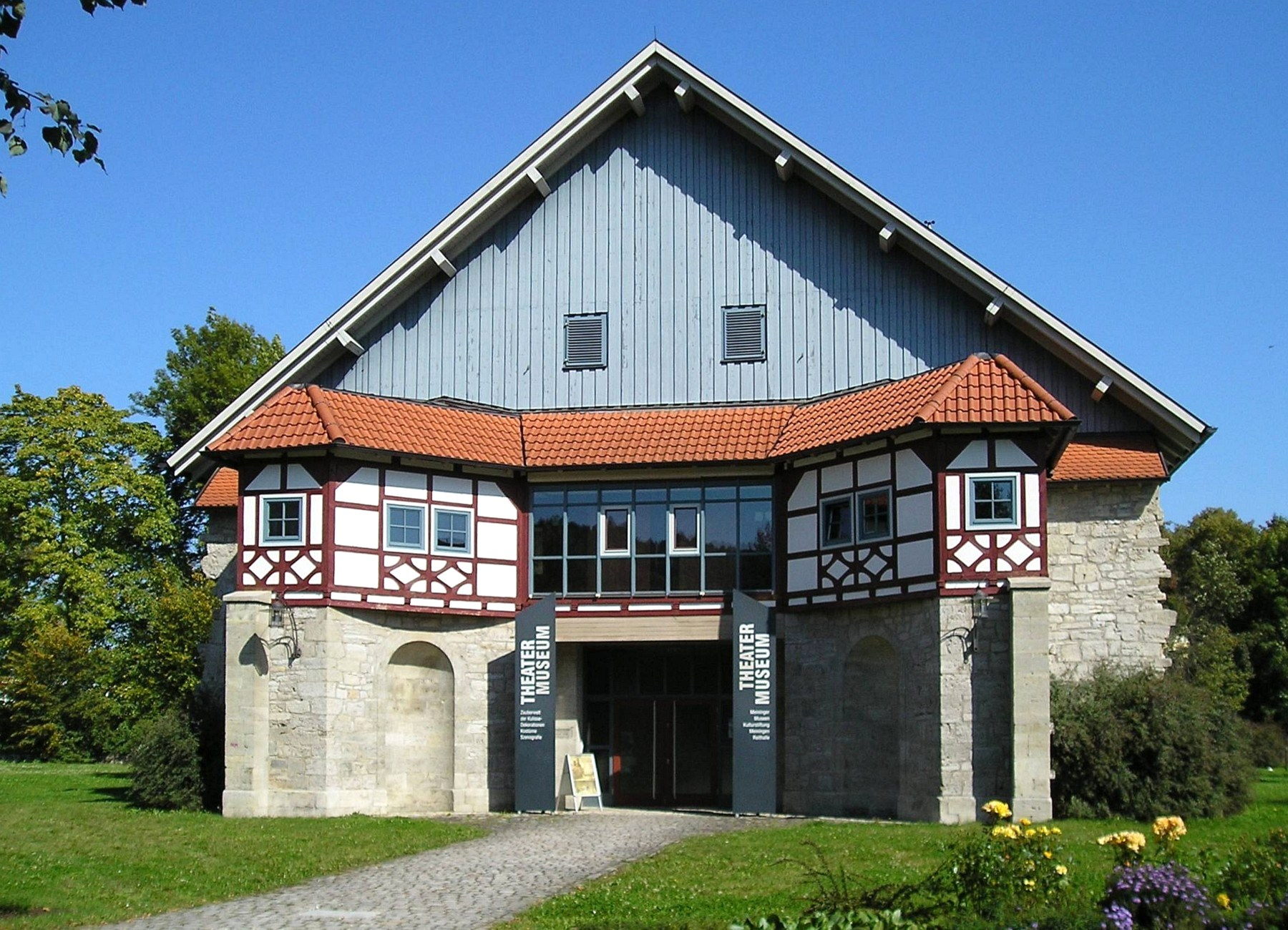
Preisverleihungsort – Theatermuseum Meiningen

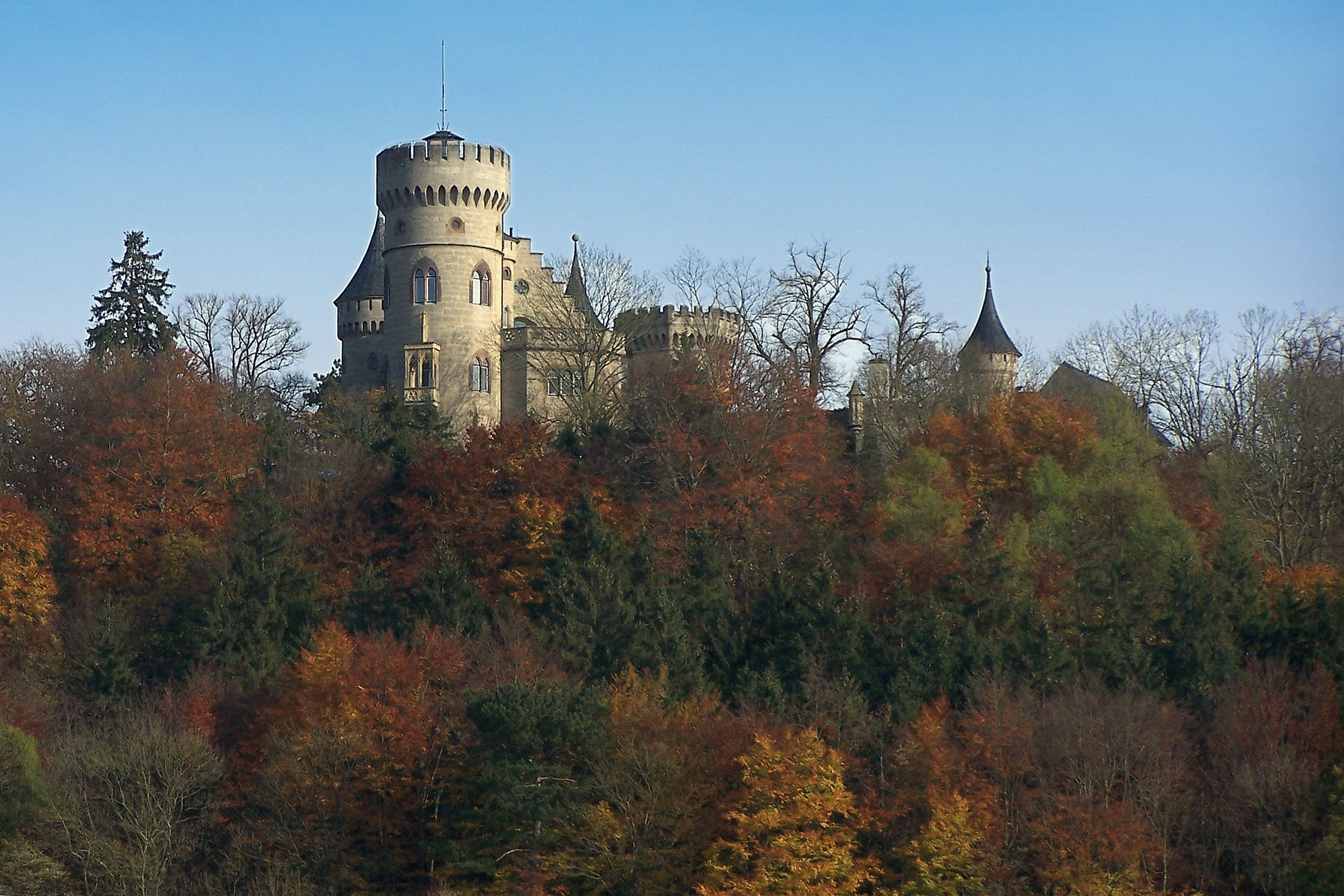
Schloss Landsberg

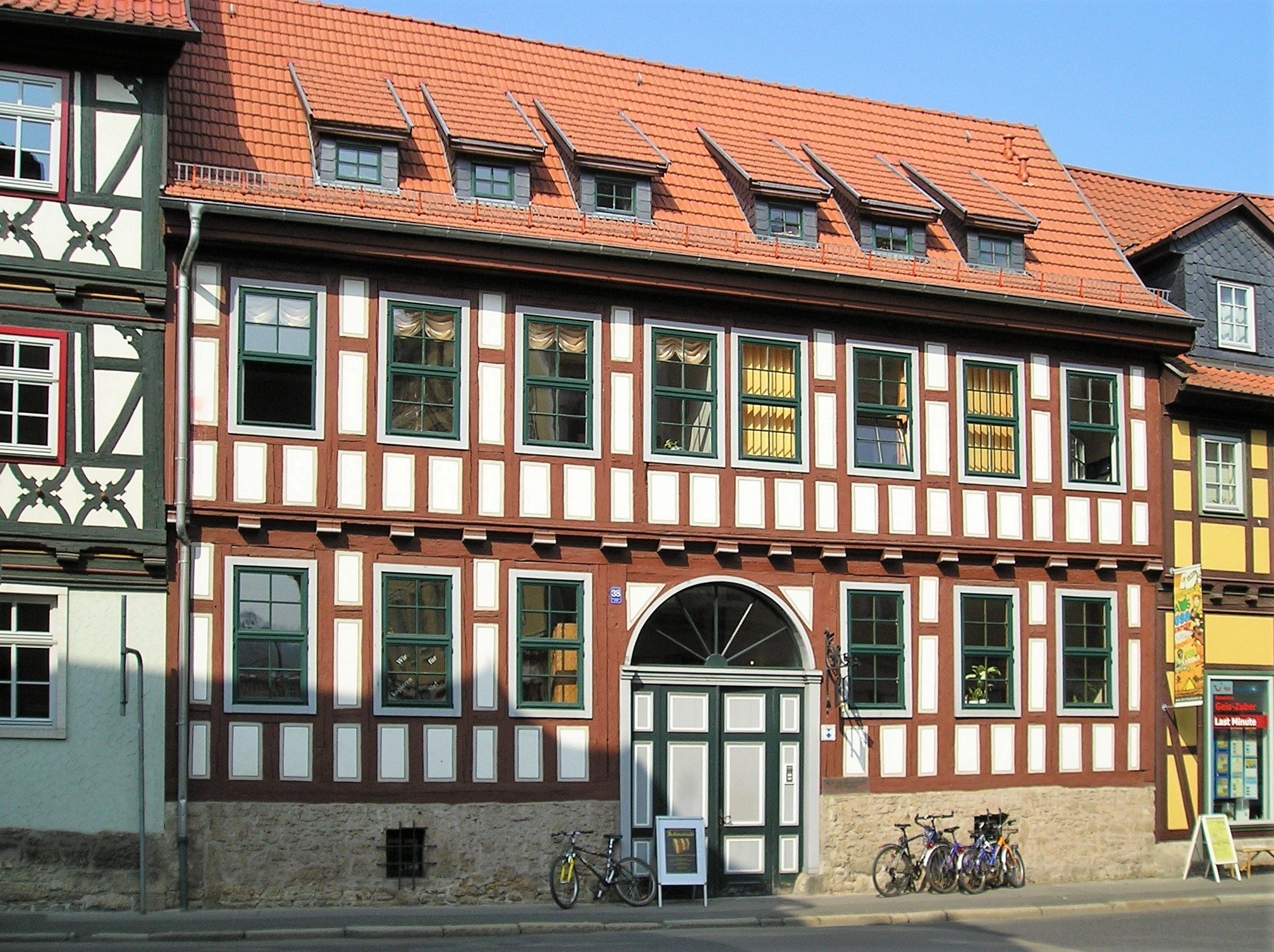
Stadt- und Kreisbibliothek

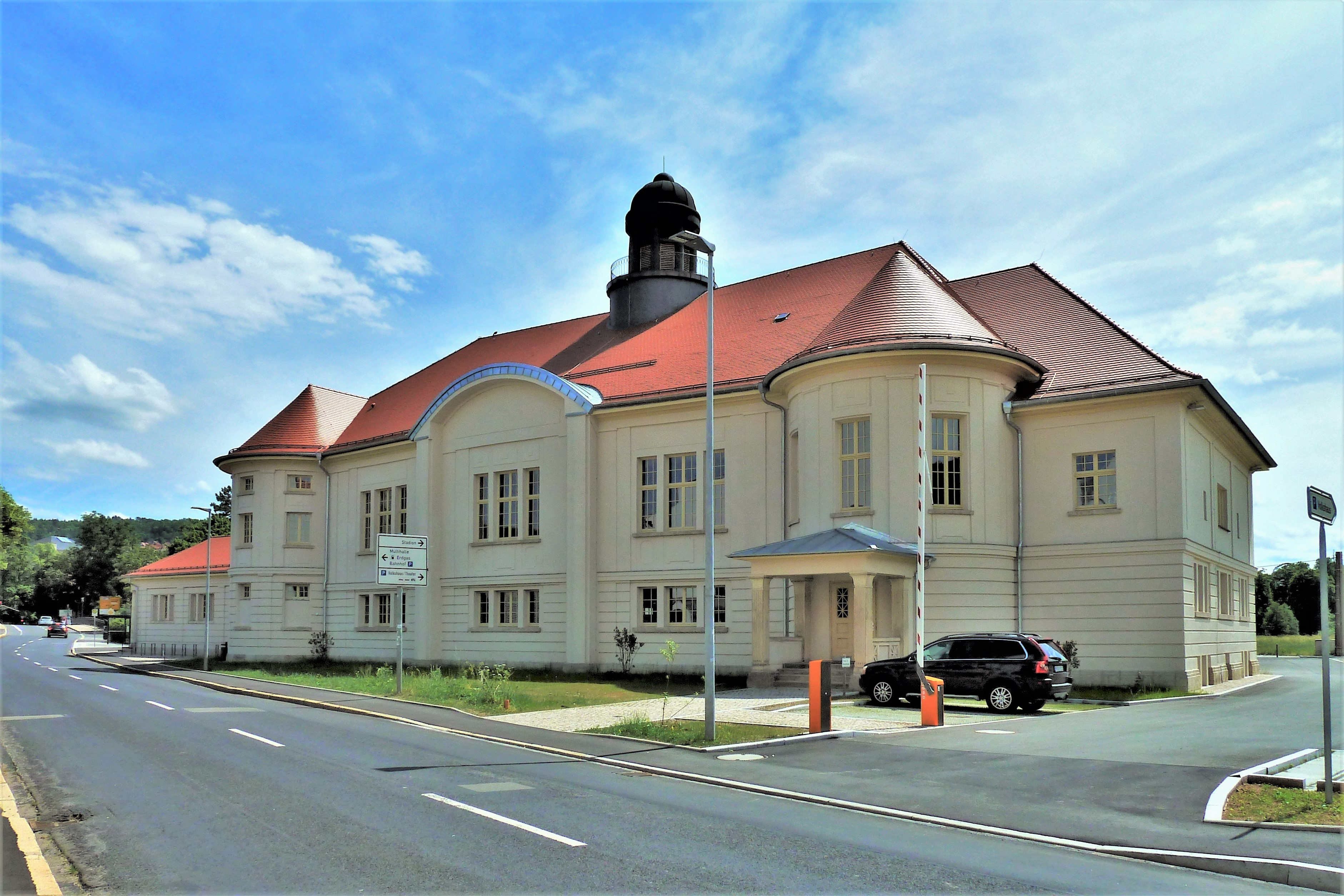
Volkshaus – Ort des Symposiums

Der Preis wird seit 2001 im zweijährlichen Turnus im Rahmen des alljährlich im Herbst stattfindenden Thüringer Märchen- und Sagenfestes im Theatermuseum Meiningen verliehen. Die ersten Jahre war der Preisverleihungsort das märchenhafte Meininger Schloss Landsberg. Anlass der ersten Preisverleihung war der 200. Geburtstag des Meininger Bibliothekars sowie Märchen- und Sagensammlers Ludwig Bechstein. Mit dem Preis werden Personen geehrt, die sich um die Forschung, Pflege, Aufarbeitung, Vermittlung und Verbreitung von Märchen und Sagen und um die Kultur des Erzählens in verschiedenen kommunikativen Formen verdient gemacht haben. Die Preisträger werden von einer Jury ausgewählt. 2011 wurde der Preis erstmals an eine englischsprachige Märchenerzählerin verliehen.
Die Preisfigur stellt das tapfere Schneiderlein dar, geschaffen von der Künstlerin Eva Skubin nach dem Vorbild einer Illustration von Adolf Emil Ludwig Bechstein, einem Sohn von Ludwig Bechstein. Gestiftet wird sie vom Hotelier Uwe Klein. Der mit 2500 Euro dotierte Preis wird von der Rhön-Rennsteig-Sparkasse und von der Sparkassen-Kulturstiftung Hessen-Thüringen zur Verfügung gestellt.

## Märchen- und Sagenfest
Das Thüringer Märchen- und Sagenfest findet jedes Jahr im Mai in der südthüringischen Stadt Meiningen statt. Die ersten Jahre wurde das Fest im November/Dezember durchgeführt. Hauptveranstalter und Hauptveranstaltungsort ist die Stadt- und Kreisbibliothek „Anna Seghers“ Meiningen. Weitere Veranstaltungsorte sind das Foyer im Staatstheater Meiningen und verschiedene Lokalitäten. Im Fokus des Festivals stehen Märchen aus aller Welt und das freie Erzählen. Es bietet Kindern, Jugendlichen und Erwachsenen mit zahlreichen Veranstaltungen die Gelegenheit, die ganze Vielfalt von heiteren, sinnlichen und ernsten Märchen zu erleben.
Höhepunkt des Märchen- und Sagenfestes ist das Märchensymposium im Volkshaus Meiningen. An diesem Tag finden Vorträge von Kulturwissenschaftlern und Schriftstellern sowie mehrere Workshops zum Thema statt. Veranstalter des Symposiums sind die Stadt Meiningen und die Bibliothek in Kooperation mit der Friedrich-Schiller-Universität Jena, dem Institut für Volkskunde/Kulturgeschichte und dem Verein Lese Zeichen Jena. Im Rahmen dieses Symposiums wird alle ungeraden Jahre der Märchen- und Sagenpreis vergeben.
Eine Besonderheit ist der Meininger Adventskalender vom 1. bis 24. Dezember. Als Adventstürchen fungieren die 15 Fenster und das Eingangstor der Bibliothek, die nach dem Öffnen der nummerierten Fensterläden beleuchtete farbige Märchenmotive zeigen. Die acht Fenster im Obergeschoss haben hierbei doppelte Läden. Den 24. Dezember bildet das Eingangstor. Jeden Abend wird die entsprechende Tür feierlich und mit einer Märchengeschichte für die anwesenden Kinder geöffnet.

## Preisträger
- 2001: Kristin Wardetzky (Berlin), Märchen- und Erzählforscherin
- 2003: Margarete Möckel (Jena), Erzählerin
- 2005: Sabine Kolbe (Berlin), Schauspielerin, Erzählerin und Suse Weisse (Potsdam), Erzählerin
- 2007: Klaus Ensikat (Berlin), Grafiker und Illustrator
- 2009: Jürgen Janning (Münster), Erzähler und Märchenautor
- 2011: Jan Blake (London/Jamaika), Erzählerin, Performerin[3]
- 2013: Heinz Rölleke (Wuppertal), Germanist und Erzählforscher (Grimm)
- 2015: Mensah Wekenon Tokponto (Benin), Märchenforscher, -erzähler und -autor
- 2017: Nazli Çevik Azazi (Istanbul, Türkei), Theaterpädagogin, Erzählerin[4]
- 2019: Ruth B. Bottigheimer (Boston, USA), Literatur- und Folkloristikwissenschaftlerin[5]
- 2021: Odile Néri-Kaiser, französisch-deutsche Erzählerin (Stuttgart)[6]
- 2024: Martin Straub, Germanist (Jena)[7]